# Hatza
El hatza, hadza, hatzapi, hatzabi, kindiga, o kangeju és una llengua aïllada parlada per gairebé un miler de nòmades caçadors-recol·lectors al sud-est del llac Victòria, en les regions de Singida, Aruixa i Xinyanga, al llarg de la vora meridional del llac Eyasi, a Tanzània.
El potencial perill d'extinció del hatza no es deriva de causes internes, ja que –malgrat el reduït nombre de parlants– els nivells d'ús de la llengua són elevats (ús qualificat de ‘vigorós' segons l'Ethnologue 2005) i la cadena de transmissió intergeneracional roman ininterrompuda (la majoria dels nens i nenes l'aprenen). El veritable perill per a la supervivència del hatza el representa, paradoxalment, el fet que, un cop erradicada la mosca tsetsè del país dels hatza, aquests estan perdent –progressivament i irremeiable–, aigua, boscs, aliments i terra en benefici dels ramaders, carboners, caçadors i explotadors nouvinguts alhora que pateixen l'arribada de malalties fins ara desconegudes per als nadius.

## Classificació
Tradicionalment classificat, juntament amb el seu veí el sandawe, com a llengua khoisan, el hatza mostra ben pocs trets comuns amb aquesta família de llengües fora de la presència en el seu inventari fonològic dels clics (fet que ha estat decisiu en l'establiment de l'hipotètic lligam genètic).
L'evidència lèxica, però, no recolza aquesta adscripció taxonòmica: escassegen els cognats proposats per al hatza amb el sandawe o amb llengües khoisan i molts d'ells són dubtosos. Part del lèxic compartit amb el sandawe podria no ser sinó un conjunt de manlleus comuns al cuixític. Els mots que vincularien el hatza amb diverses llengües sud-africanes, d'altra banda, són, a més d'escassos, d'una substància fònica tan minsa (síl·labes CV, la majoria) que no es pot descartar que no es tracti de simples coincidències formals.

## Sistema fonològic

### Vocalisme
El hatza presenta cinc fonemes vocàlics: [i e a o u], sense, per exemple l'oposició fonològica entre [e] / [ɛ] i [o] / [ɔ] que existeix en català.
La quantitat vocàlica és un simple tret fonètic derivat de l'elisió d'una [ɦ] intervocàlica: [khaɦa] o [khaː] ‘escalar; enfilar-se’.
Hi ha tant vocals nasals (no pas gens comunes, però) com nasalitzades (davant de clic sord nasal).